# Nemzeti Bajnokság 2001/02
Die Nemzeti Bajnokság 2001/02 war die 101. Spielzeit in der Geschichte der höchsten ungarischen Fußballliga. Sie begann am 14. Juli 2001 und endete am 26. Mai 2002. Von Anfang Dezember 2001 bis Anfang März 2002 ruhte der Spielbetrieb (Winterpause). Meister wurde zum ersten Mal Zalaegerszegi TE FC.

## Modus
Die Saison wurde zunächst als Dreifachrunde ausgetragen. Für einen Sieg gab es drei Punkte, für ein Unentschieden einen und für eine Niederlage keinen Punkt. Die ersten sechs Mannschaften qualifizierten sich für die Meisterrunde, die übrigen sechs für die Abstiegsrunde. Die Ergebnisse wurden übernommen. Anschließend spielten die Mannschaften jeder Gruppe noch ein weiteres Mal gegeneinander. Die beiden Letztplatzierten der Abstiegsrunde mussten absteigen.

## Vorrunde

### Tabelle
| Pl. | Verein                   | Sp. | S  | U  | N  | Tore    | Diff. | Punkte |
| --- | ------------------------ | --- | -- | -- | -- | ------- | ----- | ------ |
| 1.  | MTK Hungária FC          | 33  | 20 | 4  | 9  | 056:340 | +22   | 64     |
| 2.  | Zalaegerszegi TE FC      | 33  | 18 | 7  | 8  | 065:400 | +25   | 61     |
| 3.  | Ferencváros Budapest (M) | 33  | 18 | 5  | 10 | 058:340 | +24   | 59     |
| 4.  | Dunaferr SE              | 33  | 15 | 8  | 10 | 062:380 | +24   | 53     |
| 5.  | Videoton FC Fehérvár     | 33  | 12 | 10 | 11 | 045:470 | −2    | 46     |
| 6.  | Újpest Budapest          | 33  | 12 | 8  | 13 | 058:570 | +1    | 44     |
| 7.  | MATÁV FC Sopron          | 33  | 10 | 10 | 13 | 047:510 | −4    | 40     |
| 8.  | Győri ETO FC             | 33  | 9  | 11 | 13 | 045:570 | −12   | 38     |
| 9.  | Kispest-Honvéd Budapest  | 33  | 10 | 8  | 15 | 040:630 | −23   | 38     |
| 10. | Debreceni Vasutas SC (P) | 33  | 7  | 15 | 11 | 034:450 | −11   | 36     |
| 11. | Haladás Szombathely (N)  | 33  | 8  | 11 | 14 | 041:620 | −21   | 35     |
| 12. | Vasas Budapest           | 33  | 6  | 9  | 18 | 042:650 | −23   | 27     |

Platzierungskriterien: 1. Punkte – 2. Direkter Vergleich (Punkte, Tordifferenz, geschossene Tore) – 3. Tordifferenz – 4. geschossene Tore

| (M) | Ungarischer Meister der Vorsaison          |
| (P) | Pokalsieger der Vorsaison                  |
| (N) | Neuaufsteiger aus der Nemzeti Bajnokság II |

### Kreuztabelle
Die Kreuztabelle stellt die Ergebnisse aller Spiele dieser Saison dar. Die Heimmannschaft ist in der linken Spalte, die Gastmannschaft in der oberen Zeile aufgelistet.
| Spieltage 1–22          | MTK Hungária FC | ZAL | Ferencváros Budapest | Dunaferr SE | Videoton FC Fehérvár | Újpest Budapest | MATÁV FC Sopron | Győri ETO FC | Kispest-Honvéd Budapest | Debreceni Vasutas SC | Haladás Szombathely | Vasas Budapest |
| ----------------------- | --------------- | --- | -------------------- | ----------- | -------------------- | --------------- | --------------- | ------------ | ----------------------- | -------------------- | ------------------- | -------------- |
| MTK Hungária FC         |                 | 2:1 | 3:1                  | 3:2         | 1:0                  | 3:0             | 4:0             | 3:0          | 3:1                     | 1:0                  | 5:1                 | 1:0            |
| Zalaegerszegi TE FC     | 2:0             |     | 2:0                  | 1:1         | 2:3                  | 0:3             | 4:1             | 4:0          | 2:2                     | 3:1                  | 3:1                 | 4:1            |
| Ferencváros Budapest    | 1:3             | 0:1 |                      | 0:3         | 4:0                  | 2:1             | 3:3             | 3:1          | 0:2                     | 0:1                  | 3:1                 | 2:0            |
| Dunaferr SE             | 2:0             | 4:1 | 0:1                  |             | 2:0                  | 2:1             | 2:0             | 0:0          | 4:0                     | 4:0                  | 2:2                 | 4:1            |
| Videoton FC Fehérvár    | 0:0             | 1:1 | 2:2                  | 2:1         |                      | 4:1             | 1:0             | 1:2          | 0:0                     | 3:1                  | 1:0                 | 3:2            |
| Újpest Budapest         | 1:3             | 1:4 | 2:2                  | 0:2         | 2:0                  |                 | 2:1             | 2:1          | 7:2                     | 2:2                  | 1:1                 | 4:2            |
| MATÁV FC Sopron         | 0:0             | 3:2 | 1:2                  | 2:2         | 1:4                  | 1:4             |                 | 4:0          | 2:3                     | 2:2                  | 1:1                 | 2:1            |
| Győri ETO FC            | 1:1             | 0:1 | 1:1                  | 2:2         | 0:0                  | 1:1             | 1:3             |              | 2:1                     | 0:1                  | 3:3                 | 2:3            |
| Kispest-Honvéd Budapest | 0:1             | 0:2 | 1:0                  | 1:1         | 3:0                  | 1:0             | 1:3             | 1:6          |                         | 1:1                  | 6:1                 | 0:2            |
| Debreceni Vasutas SC    | 0:3             | 1:1 | 0:1                  | 2:2         | 0:1                  | 4:0             | 1:0             | 1:1          | 2:2                     |                      | 2:0                 | 2:2            |
| Haladás Szombathely     | 0:5             | 0:1 | 1:3                  | 2:0         | 0:0                  | 2:2             | 2:1             | 1:2          | 1:0                     | 1:1                  |                     | 1:0            |
| Vasas Budapest          | 0:1             | 1:2 | 1:3                  | 2:1         | 1:3                  | 0:2             | 0:2             | 1:1          | 1:2                     | 1:1                  | 2:1                 |                |

| Spieltage 23–33         | MTK Hungária FC | ZAL | Ferencváros Budapest | Dunaferr SE | Videoton FC Fehérvár | Újpest Budapest | MATÁV FC Sopron | Győri ETO FC | Kispest-Honvéd Budapest | Debreceni Vasutas SC | Haladás Szombathely | Vasas Budapest |
| ----------------------- | --------------- | --- | -------------------- | ----------- | -------------------- | --------------- | --------------- | ------------ | ----------------------- | -------------------- | ------------------- | -------------- |
| MTK Hungária FC         |                 | –   | 0:1                  | 1:4         | –                    | –               | 1:0             | 2:1          | 0:0                     | –                    | –                   | –              |
| Zalaegerszegi TE FC     | 2:0             |     | –                    | –           | 3:1                  | 1:1             | –               | –            | –                       | –                    | 2:2                 | 2:2            |
| Ferencváros Budapest    | –               | 2:0 |                      | –           | 4:1                  | 2:0             | –               | 4:0          | –                       | 0:1                  | 5:0                 | –              |
| Dunaferr SE             | –               | 1:2 | 0:1                  |             | 3:1                  | 1:2             | –               | 2:1          | –                       | 0:0                  | –                   | –              |
| Videoton FC Fehérvár    | 2:3             | –   | –                    | –           |                      | –               | 0:0             | –            | 1:2                     | –                    | 2:2                 | 4:1            |
| Újpest Budapest         | 2:0             | –   | –                    | –           | 2:3                  |                 | –               | –            | 4:0                     | –                    | 2:1                 | 2:2            |
| MATÁV FC Sopron         | –               | 2:0 | 2:1                  | 2:0         | –                    | 3:1             |                 | 2:2          | –                       | –                    | –                   | –              |
| Győri ETO FC            | –               | 1:3 | –                    | –           | 1:1                  | 3:2             | –               |              | –                       | 2:1                  | 1:0                 | 2:1            |
| Kispest-Honvéd Budapest | –               | 1:0 | 0:4                  | 0:3         | –                    | –               | 1:0             | 1:4          |                         | –                    | –                   | –              |
| Debreceni Vasutas SC    | 4:3             | 1:6 | –                    | –           | 0:0                  | 1:1             | 0:0             | –            | 0:0                     |                      | –                   | –              |
| Haladás Szombathely     | 3:0             | –   | –                    | 3:1         | –                    | –               | 1:1             | –            | 3:2                     | 1:0                  |                     | 2:2            |
| Vasas Budapest          | 2:0             | –   | 0:0                  | 2:4         | –                    | –               | 2:2             | –            | 3:3                     | 1:0                  | –                   |                |

## Meisterrunde
Die Ergebnisse aus der Vorrunde wurden mit eingerechnet
| Pl. | Verein                   | Sp. | S  | U  | N  | Tore    | Diff. | Punkte |
| --- | ------------------------ | --- | -- | -- | -- | ------- | ----- | ------ |
| 1.  | Zalaegerszegi TE FC      | 38  | 21 | 8  | 9  | 076:470 | +29   | 71     |
| 2.  | Ferencváros Budapest (M) | 38  | 21 | 6  | 11 | 066:390 | +27   | 69     |
| 3.  | MTK Hungária FC          | 38  | 21 | 4  | 13 | 062:470 | +15   | 67     |
| 4.  | Dunaferr SE              | 38  | 17 | 8  | 13 | 071:470 | +24   | 59     |
| 5.  | Videoton FC Fehérvár     | 38  | 15 | 10 | 13 | 056:530 | +3    | 55     |
| 6.  | Újpest Budapest          | 38  | 14 | 8  | 16 | 065:690 | −4    | 50     |

| (M) | Ungarischer Meister der Vorsaison |

| Meisterrunde         | ZAL | Ferencváros Budapest | MTK Hungária FC | Dunaferr SE | Videoton FC Fehérvár | Újpest Budapest |
| -------------------- | --- | -------------------- | --------------- | ----------- | -------------------- | --------------- |
| Zalaegerszegi TE FC  |     | 1:1                  | –               | 3:1         | 1:2                  | –               |
| Ferencváros Budapest | –   |                      | 1:0             | 2:0         | –                    | –               |
| MTK Hungária FC      | 2:4 | –                    |                 | –           | 2:1                  | 1:2             |
| Dunaferr SE          | –   | –                    | 5:1             |             | –                    | –               |
| Videoton FC Fehérvár | –   | 1:2                  | –               | 2:1         |                      | 5:0             |
| Újpest Budapest      | 1:2 | 3:2                  | –               | 1:2         | –                    |                 |

## Abstiegsrunde
Die Ergebnisse aus der Vorrunde wurden mit eingerechnet
| Pl. | Verein                   | Sp. | S  | U  | N  | Tore    | Diff. | Punkte |
| --- | ------------------------ | --- | -- | -- | -- | ------- | ----- | ------ |
| 7.  | Kispest-Honvéd Budapest  | 38  | 12 | 11 | 15 | 051:700 | −19   | 47     |
| 8.  | Debreceni Vasutas SC (P) | 38  | 10 | 14 | 14 | 054:600 | −6    | 44     |
| 9.  | MATÁV FC Sopron          | 38  | 9  | 17 | 12 | 047:530 | −6    | 44     |
| 10. | Győri ETO FC             | 38  | 10 | 14 | 14 | 051:640 | −13   | 44     |
| 11. | Haladás Szombathely (N)  | 38  | 9  | 13 | 16 | 048:710 | −23   | 40     |
| 12. | Vasas Budapest           | 38  | 7  | 11 | 20 | 051:780 | −27   | 32     |

| (P) | Pokalsieger der Vorsaison                  |
| (N) | Neuaufsteiger aus der Nemzeti Bajnokság II |

| Abstiegsrunde           | Kispest-Honvéd Budapest | Debreceni Vasutas SC | MATÁV FC Sopron | Győri ETO FC | Haladás Szombathely | Vasas Budapest |
| ----------------------- | ----------------------- | -------------------- | --------------- | ------------ | ------------------- | -------------- |
| Kispest-Honvéd Budapest |                         | –                    | 2:0             | –            | 1:1                 | 3:1            |
| Debreceni Vasutas SC    | 3:3                     |                      | 1:1             | –            | 1:3                 | 2:2            |
| MATÁV FC Sopron         | –                       | –                    |                 | 4:0          | 2:2                 | 6:3            |
| Győri ETO FC            | 2:2                     | 0:0                  | –               |              | –                   | –              |
| Haladás Szombathely     | –                       | –                    | –               | 0:3 1        |                     | –              |
| Vasas Budapest          | –                       | –                    | –               | 1:1          | 2:1                 |                |